# Geschiedenis van de Verenigde Staten (1941-1964)

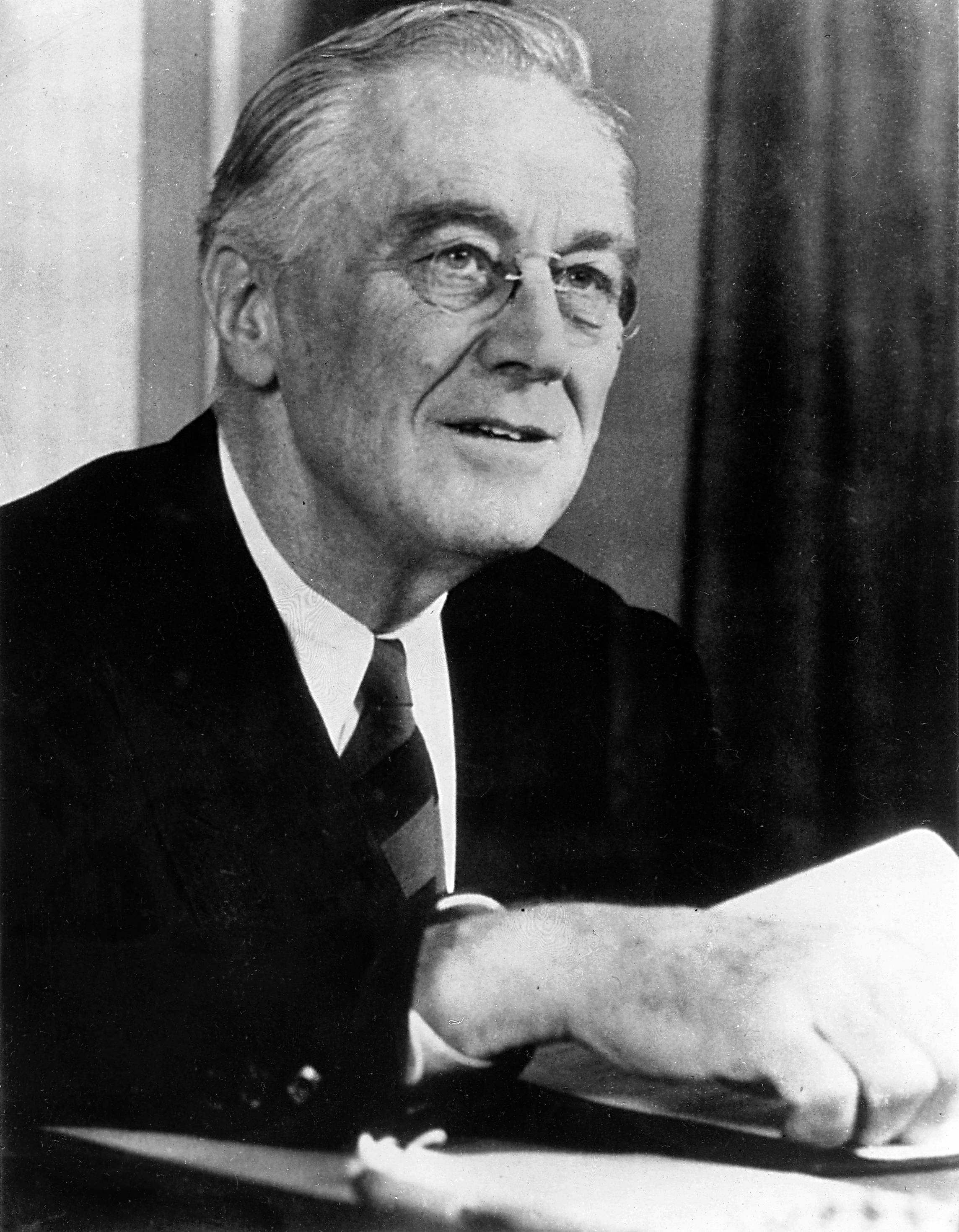
Franklin Roosevelt (1933 - 1945)

De Tweede Wereldoorlog zou vier jaar duren vooraleer de vijand definitief werd verslagen. Op 6 juni 1944 vielen de geallieerden aan op de kusten van Normandië tijdens D-Day, de grootste invasie in de geschiedenis. De atoomaanvallen op Japan in 1945 waren daarbij van doorslaggevende betekenis. nazi-Duitsland was een aantal maanden eerder al verslagen.
Het naoorlogse tijdperk in de Verenigde Staten werd bepaald door de steeds grimmigere Koude Oorlog, de wapenwedloop met de Sovjet-Unie en de door de Spoetnikcrisis versnelde Ruimtewedloop. De oorlog in Korea was de eerste grote test van de Koude Oorlog en zou vele duizenden slachtoffers eisen. In het binnenland vertaalde de Koude Oorlog zich in een heksenjacht op de vroegere Amerikaanse communisten aangevoerd door de Amerikaanse senator McCarthy. 
Het presidentschap van Dwight Eisenhower, de succesvolle generaal uit de oorlog, was er een van relatieve rust. Het Amerikaanse volk rondde de migratie van de boerderijen naar de steden af, begon de economie om te vormen van een industriële basis naar een diensteneconomie en ondervond de welvaart van een triomfantelijk Amerika een sterke groei. De segregatie in vooral het zuiden werd langzaam afgebroken door diverse Civil Rights Acts, wetten die de rasongelijkheid aanpakte. Tevens werden er grondwetswijzigingen aangenomen in dit kader. Tegelijkertijd werden ook de zaden van het ongenoegen gezaaid die later zouden uitgroeien tot de sociale revolutie van het eind van de jaren zestig.
De auto was sterk in opkomst en het wegennet werd hierop aangepast met de ongebreidelde bouw van snelwegen. De steden breidden zich sterk uit en werden totaal afhankelijk van de auto. Als gevolg hiervan werden de meeste tramnetten opgeheven omdat trams als ouderwets werden beschouwd. Het eens zeer grote reizigerstreinennet met veel slaaptreinen werd grotendeels opgedoekt en vervangen door vliegtuigen voor het langeafstandsvervoer en auto's en bussen voor de kortere afstanden. Alleen het goederenvervoer op het spoor had nog toekomst met zeer lange treinen voor de lange afstanden. Voor de korte afstanden namen vrachtauto's het vervoer over. 
Tijdens het presidentschap van John F. Kennedy beleefde de Koude Oorlog zijn heetste momenten tijdens de Cubacrisis waarin ternauwernood een atoomoorlog vermeden werd toen de Sovjet-Unie onder zware druk offensieve atoomraketten uit Cuba terugtrokken. De moord op Kennedy was een traumatische gebeurtenis in de Amerikaanse psyche die nu nog veel voer tot discussie is door de vele geruchten eromheen.